# Jean-Jacques Paulet
Jean-Jacques Paulet (Anduze, Gard, 26 de abril de 1740 — Fontainebleau, 4 de agosto de 1826) foi um micólogo francês.